# Grzegorz (Peradze)
Grzegorz, imię świeckie Grigol Peradze, gruz. გრიგოლ ფერაძე, cs. Prepodobnomuczenik Grigorij Peradze; (ur. 1 września?/13 września 1899 w Bakurciche, zm. 6 grudnia 1942 w Auschwitz-Birkenau) – gruziński duchowny, święty mnich i męczennik prawosławny. Większą część swojej działalności duszpasterskiej i naukowej spędził w Niemczech i w Polsce, do której przybył na zaproszenie metropolity warszawskiego i całej Polski Dionizego (Waledyńskiego); wykładowca Studium Teologii Prawosławnej Uniwersytetu Warszawskiego w latach 1933–1939, specjalista w dziedzinie patrologii i historii monastycyzmu gruzińskiego, poliglota.

## Młodość i edukacja
Urodził się we wsi Bakurciche w Kachetii w rodzinie kapłana prawosławnego, Romanoza Peradzego, i Marii Samadalaszwili jako drugie z kolei dziecko. Według innych źródeł, które Jarosław Charkiewicz ocenia jako mniej wiarygodne, jego rodzinnym miastem było Tbilisi. Romanoz Peradze, ojciec Grzegorza, był proboszczem w cerkwi św. Jerzego w Bakurcichym, gdzie też ochrzcił syna, nadając mu imię na cześć gruzińskiego mnicha Grzegorza (Cchantelego). Ks. Romanoz Peradze zmarł, gdy przyszły święty miał sześć lat. Wdowa po nim przeniosła się wówczas do Tbilisi razem z Grzegorzem i jego braćmi: starszym Arciłem i młodszym Wasylem. W wychowaniu synów pomagał jej brat Romanoza, również kapłan prawosławny.
W 1913 ukończył szkołę w Tbilisi, po czym wstąpił do seminarium duchownego w tym samym mieście. W okresie nauki, prawdopodobnie pod wpływem rektora seminarium, Kornelego Samsonidze-Kekelidzego, zainteresował się liturgiką, literaturą gruzińską oraz historią chrześcijaństwa w Gruzji. W 1918 ukończył seminarium jako najlepszy absolwent. Planował kontynuację studiów w jednej z Akademii Duchownych Rosyjskiego Kościoła Prawosławnego, jednak plany te uniemożliwiła rewolucja październikowa. Ostatecznie Peradze podjął studia na wydziale filologicznym uniwersytetu w Tbilisi. Utrzymywał się z pensji nauczyciela we wsi Zemo-Cchangaki k. Gori. W 1919 musiał przerwać naukę, by odbyć dwuletnią służbę wojskową, kolejno w Gori, Borżomi i Achalciche. W tym czasie walczył w wojnie obronnej Demokratycznej Republiki Gruzji przed radzieckim podbojem.
Po klęsce Gruzji ks. Samsonidze-Kekelidze ułatwił Peradzemu ukrycie się, umieszczając go w okresie między kwietniem a wrześniem 1921 we wsi Manawi, gdzie przyszły duchowny ponownie pracował w charakterze nauczyciela. Następnie mógł on na nowo podjąć studia. W 1921 sobór Gruzińskiego Kościoła Prawosławnego, na skutek starań ks. Samsonidzego-Kekelidzego, delegował Peradzego na studia w Berlinie, przyznając mu dodatkowe stypendium. Hierarchowie gruzińscy, widząc niezwykle trudną sytuację Cerkwi Gruzińskiej wobec prześladowań prowadzonych przez władze bolszewickie, pragnęli wysłać za granicę w podobnych celach również kolejnych reprezentantów młodego pokolenia kapłanów.

## W Europie Zachodniej

### Studia w Niemczech
W 1921 władze gruzińskiej Cerkwi wysłały Grzegorza Peradze na studia teologiczne do Berlina. Patriarcha gruziński Ambroży wyposażył go w list polecający do dr Johannesa Lepsiusa, stojącego na czele organizacji chrześcijańskiej Orient Mission. Wsparł on Peradzego w początkowym etapie nauki w Berlinie. W ciągu pięciu miesięcy Peradze nauczył się języka niemieckiego na poziomie umożliwiającym mu studia akademickie. Znał również język cerkiewnosłowiański, język rosyjski, język hebrajski i język grecki. Od maja 1922 był studentem uniwersytetu berlińskiego. Poznawał języki syryjski, ormiański, arabski, koptyjski, studiował teologię. We własnym zakresie uczył się również francuskiego, łaciny i angielskiego. W tym okresie jego zainteresowania teologiczne skrystalizowały się wokół patrologii, która stała się jego główną dziedziną badań. W 1925 został magistrem teologii.

### Praca naukowa
W maju 1925 przeniósł się na uniwersytet w Bonn, gdzie kontynuował naukę języków wschodnich i studiował historię religii. W 1926 otrzymał tytuł doktora filozofii. W tym samym roku opublikował pracę na temat Historia monastycyzmu gruzińskiego od jego początku do roku 1064. Przyczynek do historii monastycyzmu wschodniego. Po wyjeździe z Niemiec podjął pracę naukową pod kierunkiem ks. Petersa w bibliotece bollandystów w Brukseli. Uczęszczał również na wykłady na Uniwersytecie Katolickim w Leuven. Gruzińskie rękopisy studiował również w British Museum w Londynie i w bibliotece Bodleana w Oxfordzie.
Peradze kilkakrotnie chciał wrócić do Gruzji i przyjąć tam święcenia kapłańskie. Jednak jego prośby o możliwość powrotu składane w konsulatach ZSRR w 1921 i w 1926 zostały rozpatrzone odmownie. W 1927 podjął pracę na uniwersytecie w Bonn początkowo jako lektor języków ormiańskiego i gruzińskiego, a następnie prywatny docent tej samej uczelni. Prace, jakie publikował, sprawiły, że zyskał opinię jednego ze znawców dziejów chrześcijaństwa bliskowschodniego. Uczestniczył w konferencjach w Bonn i Wiedniu poświęconych zagadnieniom orientalistycznym. W 1927 brał udział w konferencji komisji „Wiara i Ustrój” w Lozannie jako jeden z reprezentantów Gruzińskiego Kościoła Prawosławnego, uczestnicząc tym samym w początkach ruchu ekumenicznego. W 1930 na krótko przeprowadził się do Grazu, by badać rękopisy gruzińskie.

### Przyjęcie święceń kapłańskich

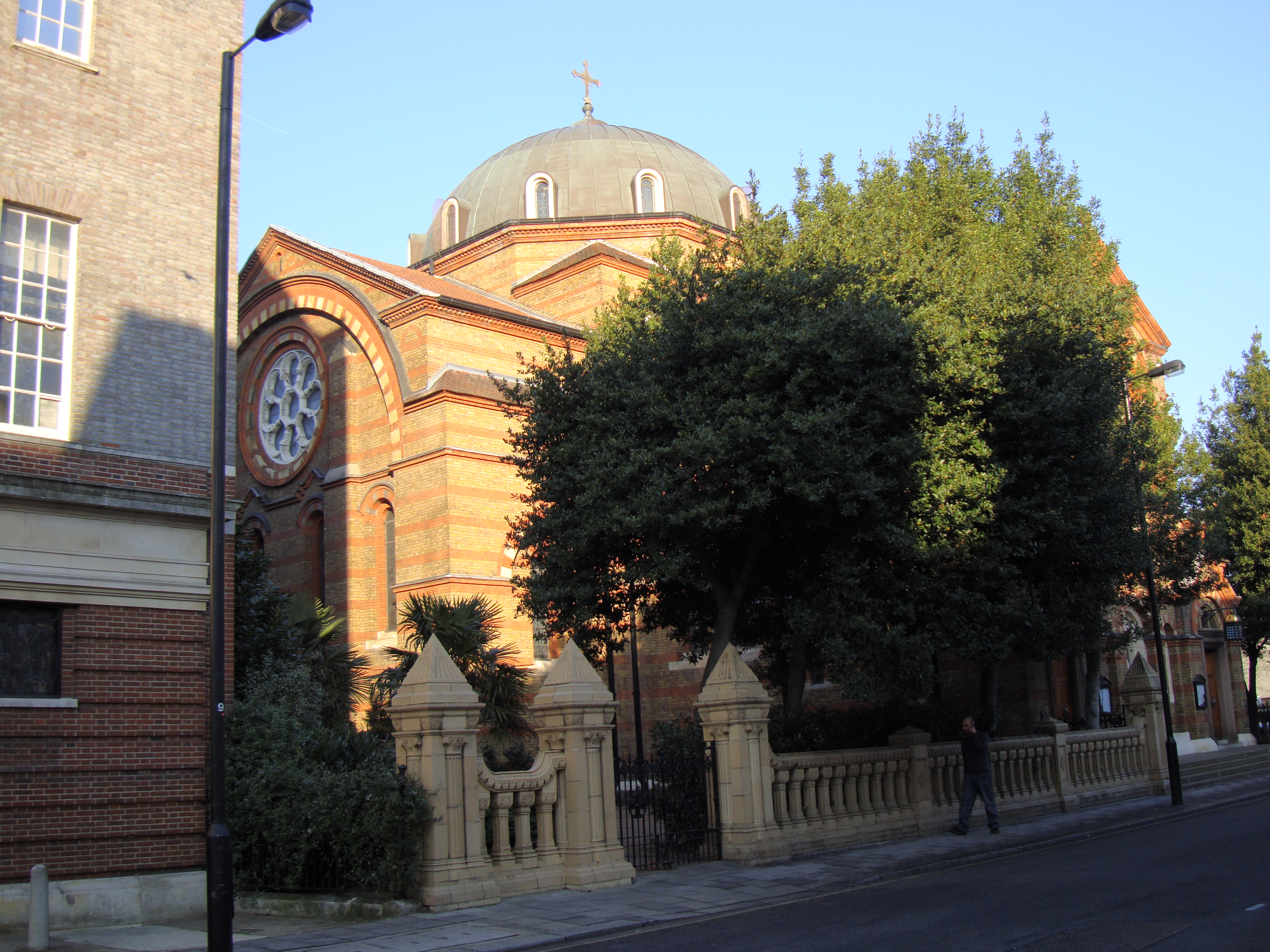
Katedra św. Zofii w Londynie. Grzegorz Peradze złożył w tej świątyni wieczyste śluby zakonne

Równolegle ze swoją działalnością naukową Peradze utrzymywał kontakt ze środowiskiem emigrantów gruzińskich w Europie. W 1929 współtworzył etnicznie gruzińską parafię św. Nino w Paryżu w jurysdykcji Patriarchatu Konstantynopolitańskiego. Była to wówczas jedyna gruzińskojęzyczna placówka duszpasterska poza Gruzją. Początkowo parafia nie posiadała stałego proboszcza, gdyż Peradze, pragnąc skupić się na pracy naukowej, odmówił przyjęcia święceń kapłańskich. W czasie gdy rozważał zmianę tej decyzji, ciężko zachorował. Będąc bliskim śmierci miał doświadczyć widzenia, które przesądziło o jego dalszych działaniach.
18 kwietnia 1931 złożył śluby zakonne w katedrze św. Zofii w Londynie. Następnego dnia przyjął święcenia diakońskie, zaś 25 maja w katedrze św. Stefana w Paryżu został hieromnichem, zachowując dotychczasowe imię. Uczynił to mimo próśb matki, która uważała, że przyjęcie święceń kapłańskich ostatecznie uniemożliwi mu powrót do Gruzji, oraz otrzymanej propozycji podjęcia pracy naukowej na uniwersytecie w Leningradzie. Będąc już duchownym, został proboszczem parafii św. Nino, gdzie po raz pierwszy odprawił Świętą Liturgię 31 maja 1931. Planował jako proboszcz uczynić parafię centrum kulturalnym i intelektualnym emigracji gruzińskiej, dlatego ograniczył swoją działalność naukową, jedynie okazjonalnie, wykładając w Paryżu i Oxfordzie, gościnnie także w Dublinie i w 1933 w Krakowie, gdzie podczas swojego pobytu skatalogował rękopisy gruzińskie w zbiorach Biblioteki Czartoryskich.
Za swoją działalność na rzecz otaczania opieką duszpasterską emigracji gruzińskiej otrzymał 5 stycznia 1934 godność archimandryty.

## Działalność w Polsce

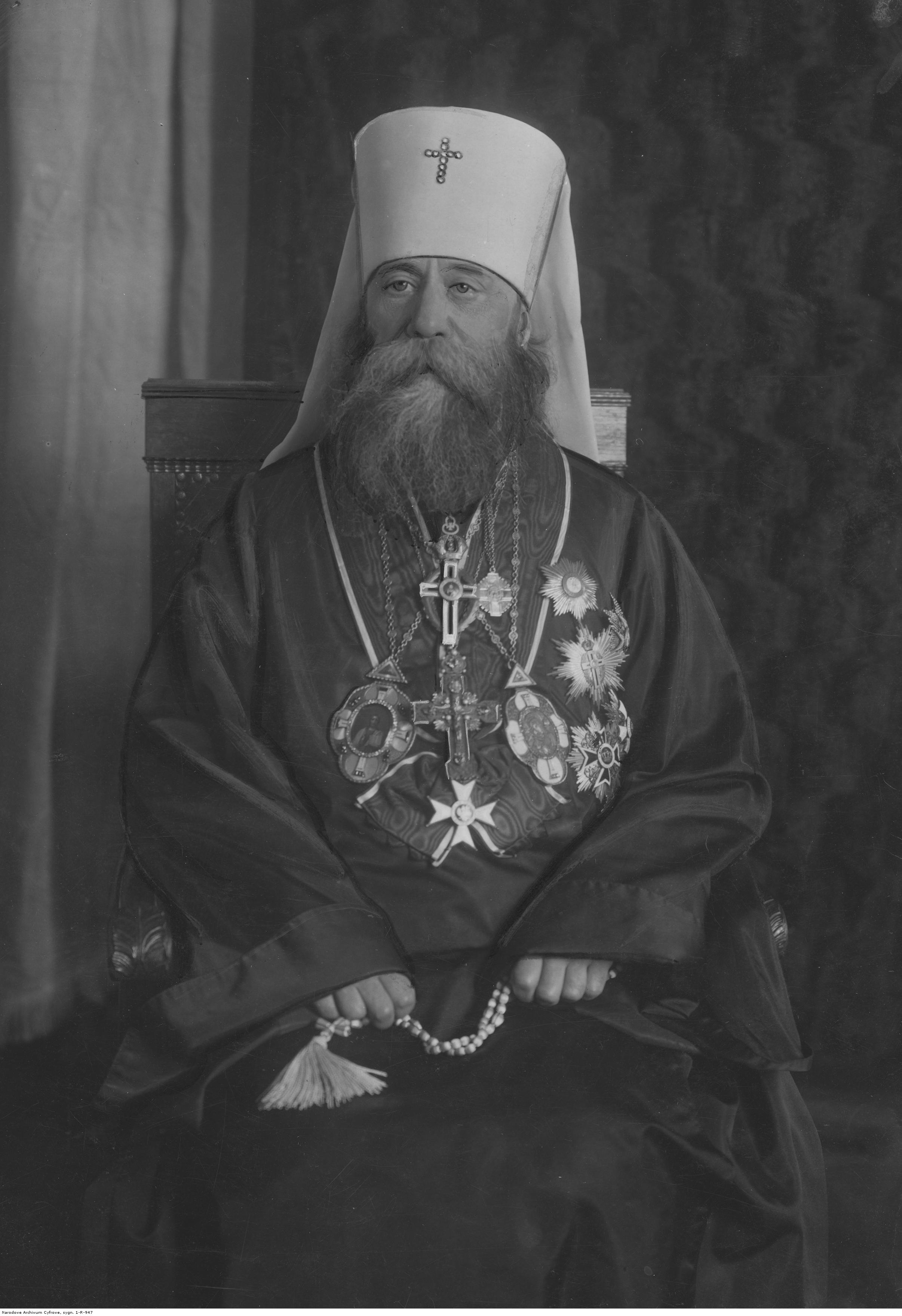
Metropolita warszawski i całej Polski Dionizy (Waledyński) zaprosił archimandrytę Grzegorza do podjęcia pracy naukowej na Uniwersytecie Warszawskim

W 1933 metropolita warszawski i całej Polski Dionizy (Waledyński), który poznał archimandrytę Grzegorza w czasie konferencji w Lozannie, zaprosił go do Warszawy, by ten podjął działalność naukową w Studium Teologii Prawosławnej Uniwersytetu Warszawskiego jako zastępca profesora patrologii. Metropolita Dionizy zagwarantował mu przy tym możliwość równoczesnego wykonywania obowiązków proboszcza parafii św. Nino i pozostanie w składzie duchowieństwa Patriarchatu Konstantynopolitańskiego. Archimandryta zgodził się. 7 grudnia 1933 wygłosił wykład Pojęcie, metody i zadania patrologii w teologii prawosławnej, którym zapoczątkował swoją pracę na Uniwersytecie Warszawskim.
W czasie pracy w Polsce archimandryta dokonał m.in. przekładu nieznanej apokryficznej Ewangelii pochodzącej z Kościołów monofizyckich, dokumentów związanych z odnalezieniem Kodeksu Synajskiego oraz listu Dionizego Areopagity. W ciągu kolejnych lat Grzegorz Peradze odbył wiele podróży naukowych m.in. do Ziemi Świętej, Syrii, Grecji, Bułgarii, Rumunii, Austrii, Włoch. W 1935 był na Athos. Owocem jego wyjazdów było odkrycie gruzińskich palimpsestów z VI–VII stulecia (w Ziemi Świętej w 1936) oraz greckiego tekstu żywota świętych męczenników wileńskich (na Athos). Pracę naukową prowadził również w bibliotekach monasterów PAKP. Opiekował się Kołem Teologów studentów Studium Teologii Prawosławnej, wspierał materialnie najuboższych pośród nich. Według wspomnień ks. Mikołaja Lenczewskiego jego wykłady cieszyły się wielką popularnością.
Metropolita Dionizy (Waledyński) dwukrotnie zwracał się do władz uniwersyteckich o nadanie archimandrycie Grzegorzowi tytułu profesora nadzwyczajnego, jednak bez skutku, co Jarosław Charkiewicz i Ałła Matreńczyk uważają za wynik niechęci polskich władz wobec rozwoju badań w dziedzinie teologii prawosławnej w Polsce. Współpracował z Komisją Orientalistyczną Warszawskiego Towarzystwa Naukowego oraz z Polską Biblioteką Ojców Kościoła, dla której opracowywał materiały związane z męczennikami. Angażował się w życie grupy Gruzinów żyjących w Warszawie. W 1937 opublikował życiorys Szoty Rustawelego. Łącznie w toku swojej pracy akademickiej opublikował ok. 70 publikacji naukowych. Łączna bibliografia jego tekstów oraz ich przekładów obejmuje 119 pozycji.

## II wojna światowa
Po wybuchu II wojny światowej nie skorzystał z możliwości wyjazdu z Warszawy, jaką miał jako obywatel niepolski. Odrzucił również propozycję prowadzenia wykładów na uniwersytecie w Berlinie. Utrzymywał się z pracy tłumacza, pozostawał również w kontakcie z internowanym w Otwocku metropolitą Dionizym (Waledyńskim).
Ze względu na wrogi stosunek archimandryty do hitlerowców w styczniu 1941 Komitet Kaukaski złożył na niego donos, jakoby miał być przed wojną współpracownikiem wywiadu polskiego. Zawarte w doniesieniu informacje zostały jednak zweryfikowane negatywnie. 5 maja 1942 został aresztowany przez gestapo i uwięziony na Pawiaku. W październiku został przeniesiony z celi w części piwnicznej więzienia na oddział roboczy. Według wspomnień więźniów Pawiaka pracował jako tłumacz . W połowie listopada, mimo starań PAKP o jego uwolnienie, został zesłany do niemieckiego obozu koncentracyjnego Auschwitz-Birkenau. Prawdopodobnie przyczyną aresztowania był donos, w którym oskarżono go o szpiegostwo na rzecz Wielkiej Brytanii, według Jarosława Charkiewicza sporządzony również przez proniemiecko nastawionych Gruzinów. Istnieje także teza, według której powodem zatrzymania archimandryty była jego działalność wśród żołnierzy Legionów Wschodnich.

### Śmierć
Na temat losów archimandryty w obozie nie ma żadnych informacji. Również okoliczności jego śmierci 6 grudnia 1942 są opisywane w różny sposób. Według pierwszej wersji został wyprowadzony razem z więźniami trzech innych baraków na mróz, gdzie strażnicy oznajmili im, że nie pozwolą im wrócić do budynku, dopóki nie przyzna się osoba, która wcześniej ukradła chleb. Wówczas kapłan wystąpił z szeregu. Hitlerowcy poszczuli go psami, polali benzyną i podpalili. Według innej wersji archimandryta miał dobrowolnie zgłosić się na śmierć w komorze gazowej zamiast współwięźnia, o którym wiedział, że jest ojcem rodziny.
11 grudnia 1942 przyjaciel zamordowanego, diakon Jerzy Berkman-Karenin, otrzymał telegram z obozu w Auschwitz, w którym został poinformowany o jego śmierci. Warszawska metropolia prawosławna bezskutecznie zwracała się do komendanta obozu z prośbą o wydanie urny z jego prochami.

## Kanonizacja i upamiętnienie

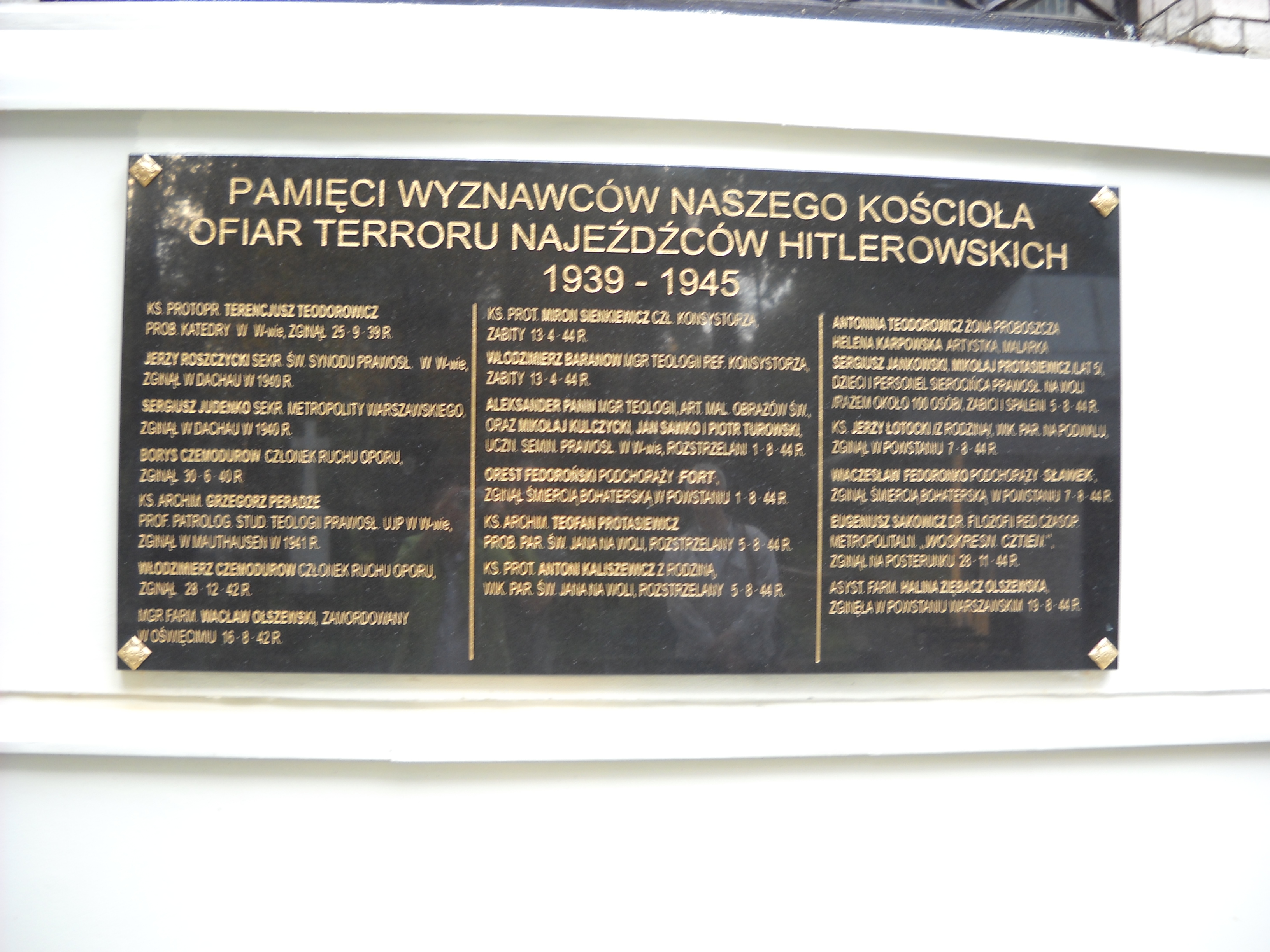
Tablica pamiątkowa na cerkwi św. Jana Klimaka w Warszawie, upamiętniająca zamordowanych w czasie II wojny światowej działaczy PAKP. Na tablicy podano najmniej prawdopodobną wersję śmierci Grzegorza Peradze – w obozie Mauthausen.

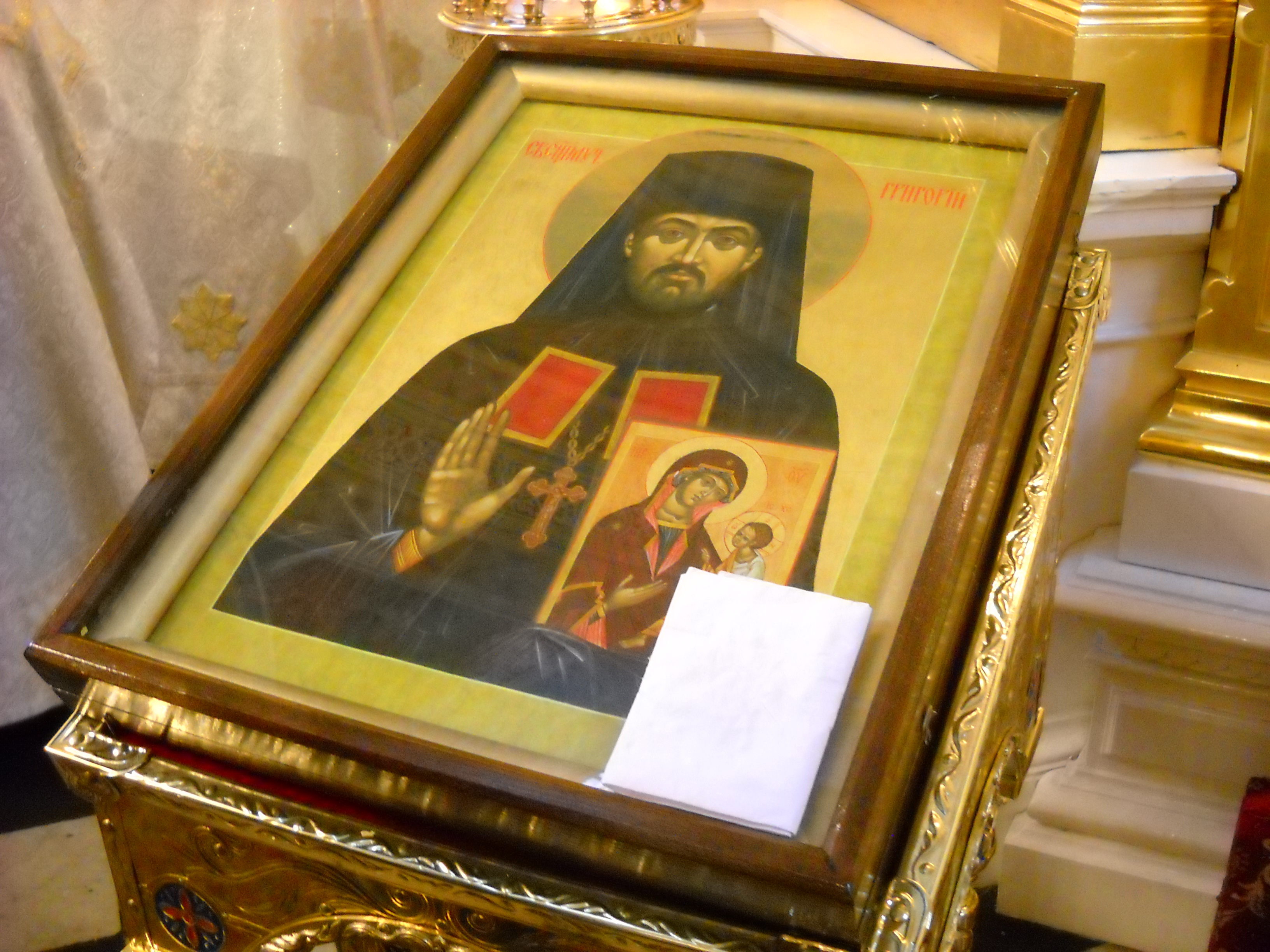
Ikona św. Grzegorza Peradze w soborze św. Marii Magdaleny w Warszawie

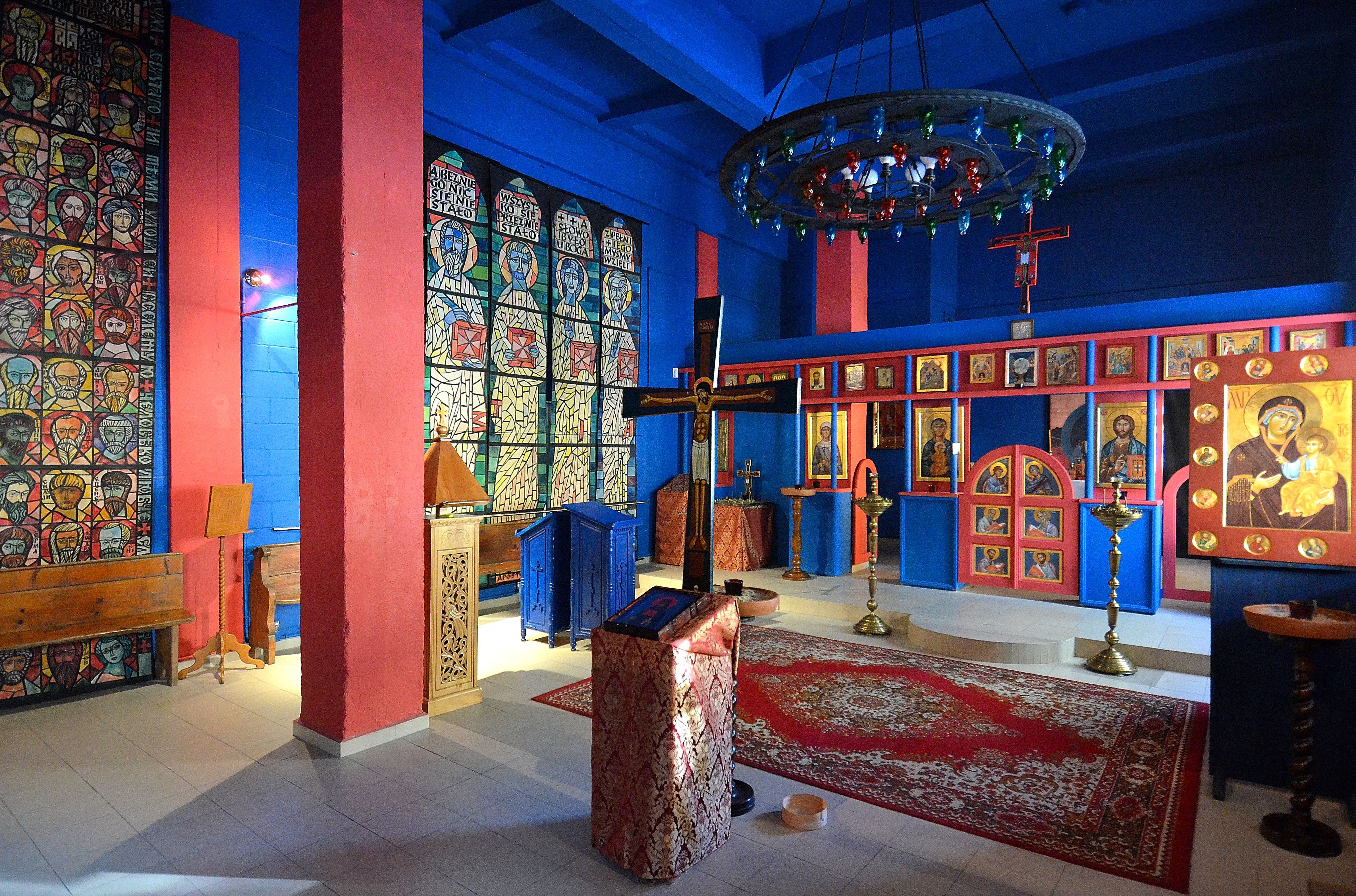
Kaplica św. archimandryty Grzegorza Peradze w Warszawie

Według wspomnień ks. Henryka Paprockiego, w 1977 ks. Eliasz Melia, proboszcz parafii św. Nino w Paryżu, zwrócił się do niego z prośbą o zebranie wszystkich materiałów nt. działalności archimandryty Grzegorza w Polsce oraz okoliczności jego śmierci. Pierwszym efektem podjętych przez kapłana poszukiwań było opublikowanie pełnej bibliografii prac mnicha, w języku polskim oraz innych językach, w 1981 . Ks. Paprocki kontynuował opracowywanie materiałów dot. archimandryty poprzez pracę w archiwach uniwersytetu w Bonn oraz warszawskiej metropolii prawosławnej. Spotkał się również z osobami, które znały duchownego przed II wojną światową . Efektem tego etapu prac był artykuł biograficzny w piśmie Revue des Études Géorgiennes et Caucasiennes .
6 grudnia 1987 miała miejsce pierwsza konferencja naukowa poświęcona życiu duchownego. Z tego powodu do Warszawy przybył gruziński realizator Rezo Tebukaszwili, planując nakręcenie filmu dokumentalnego na jego temat. Zebrał on znaczną ilość materiału, w szczególności dotyczącego okoliczności uwięzienia archimandryty. Do realizacji filmu ostatecznie nie doszło z powodu śmierci Tebukaszwilego . Na konferencji w 1987 obecny był również Zurab Czawczawadze, występujący jako reprezentant Gruzińskiego Kościoła Prawosławnego. Prowadził on niezależne badania nad biografią archimandryty Grzegorza, a po swojej wizycie przewiózł do Gruzji fotokopie jego publikacji oraz dokumentów związanych z jego osobą .
19 września 1995 archimandryta Grzegorz został kanonizowany przez Gruziński Kościół Prawosławny pod przewodnictwem patriarchy Eliasza II. Jest również czczony jako święty mnich męczennik w Polskim Autokefalicznym Kościele Prawosławnym. W 1998 w Warszawie zostało założone Bractwo św. Grzegorza Peradze pod kierownictwem ks. Henryka Paprockiego, który jest również autorem jego żywota.
Od grudnia 2002 Studium Europy Wschodniej UW organizuje raz w roku Sesję Kaukazologiczną, której patronem jest Grzegorz Peradze. Jest on również patronem Związku Polonii Medycznej w Gruzji. Od 2002 w Tbilisi działa uniwersytet jego imienia. W 1996 nakręcony został poświęcony jemu film dokumentalny Tamary Dularidze i Jerzego Lubacha W poszukiwaniu białego anioła, zaś w 2003 film Jerzego Lubacha Święty profesor.
W 2006 w Warszawie przy ulicy Wilczej otwarto kaplicę prawosławną pod jego wezwaniem, filię parafii św. Marii Magdaleny. W 2011 kaplicę przeniesiono do budynku Muzeum Ikon przy ulicy Lelechowskiej 5; nowa kaplica stała się siedzibą punktu duszpasterskiego, również pod wezwaniem świętego Grzegorza.
W 2010 Studium Europy Wschodniej UW rozpoczęło edycję dzieł zebranych świętego Grzegorza. Ukazał się ich pierwszy tom, w którym zawarte zostały teksty autobiograficzne, a także opracowania poświęcone liturgice oraz historii monastycyzmu gruzińskiego. W drugim tomie zbioru znajdą się teksty patrologiczne oraz historyczne, w trzecim – dzienniki autora i teksty literackie, w czwartym – juwenilia, zaś w ostatnim – teksty napisane w języku niemieckim. Komplet prac ma zostać wydany w ciągu pięciu lat. Rektor UW objęła honorowy patronat nad publikacją.
W 2012 r. na białostockim osiedlu Dojlidy Górne rozpoczęto budowę cerkwi pod wezwaniem św. Grzegorza Peradze. Obiekt został ukończony i konsekrowany w 2024 r.
Jego nazwisko widnieje na tablicach pamiątkowych poświęconych zamordowanym pracownikom Uniwersytetu Warszawskiego na budynku Instytutu Historycznego UW oraz zamordowanym duchownym i wiernym PAKP na cerkwi św. Jana Klimaka w Warszawie.
W październiku 2013 prezydent Micheil Saakaszwili uhonorował go pośmiertnie orderem Narodowego Bohatera Gruzji.
W 2020 odsłonięto tablicę upamiętniającą Grzegorza Peradze na kamienicy przy ulicy Stefana Okrzei 22, w której mieszkał.
W 2022 r. Poczta Polska w nakładzie 128 tys. sztuk wyemitowała upamiętniający Grigola Peradze znaczek pocztowy o nominale 3,90 zł.

## Publikacje
Pełna bibliografia prac: Henryk Paprocki, Bibliografia prac o. Grzegorza Peradze, „Pro Georgia. Journal of Kartvelological Studies”, 13 (2006), ss. 199–210.
- Akty męczenników, Warszawa 1934.
- Die altchristliche Literatur in der georgischen Überlieferung (Fortsetzung und Schluss), Leipzig: O. Harrassowitz, 1932.
- Dokumenty dotyczące zagadnień odnalezienia i tekstu kodeksu synajskiego, Warszawa 1934.
- Im Dienste der georgischen Kultur (1926–1940), 1940.
- List apokryficzny Dionizego Areopagity do biskupa efeskiego Tymoteusza o męczeńskiej śmierci apostołów Piotra i Pawła, Warszawa: "Elpis" 1937.
- Nieznana Ewangelja apokryficzna pochodząca z kół monofizyckich, Warszawa: Wyd. „Elpis” 1935.
- Pojęcie, zadania i metody patrologji w teologji prawosławnej, Warszawa: Wyd. „Elpis” 1934.
- św. Grzegorz Peradze, O monastycyzmie gruzińskim. O liturgii gruzińskiej, Warszawa: Studium Europy Wschodniej. Wydział Orientalistyczny Uniwersytetu Warszawskiego 2010. Dzieła zebrane, t. 1.
- św. Grzegorz Peradze, O patrologii, o historii Kościoła, pod red. Henryka Paprockiego, Warszawa: Studium Europy Wschodniej. Wydział Orientalistyczny Uniwersytetu Warszawskiego 2011. Dzieła zebrane, t. 2.
- św. Grzegorz Peradze, Dzienniki, kazania, pod red. Henryka Paprockiego, Warszawa : Studium Europy Wschodniej. Wydział Orientalistyczny Uniwersytetu Warszawskiego 2012. Dzieła zebrane, t. 3.
- Bermonazvnobis ist'oriisatvis Sakartveghoshi kartuli ek'lesiis udzvelesi ist'oria = history of monasticism in Georgia : early history of the Georgian Church, bamosac'emad moamzada, śesavali cerilida damatebit'i śeniśvnebi daźrt'o Davit' Qolbaiam, Warsaw: Centre for East European Studies Faculty of Oriental Studies University of Warsaw 2012.